# Pribislaw (Mecklenburg)

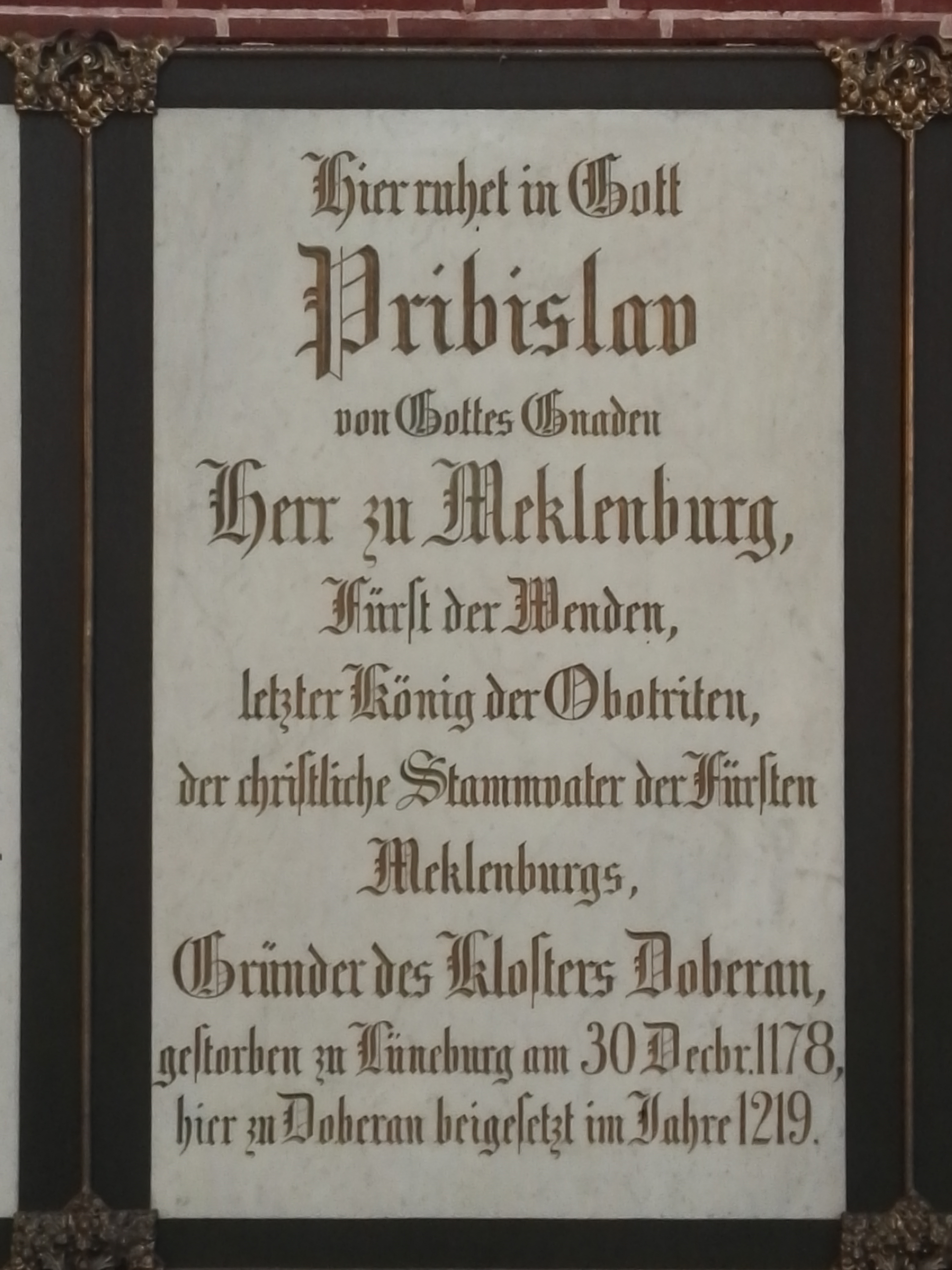
Gedächtnistafel Pribislaws im Doberaner Münster

Pribislaw († 30. Dezember 1178 in Lüneburg) aus dem abodritischen Haus Mecklenburg (auch: Niklotiden) war von 1160 bis 1166 Fürst der Abodriten und von 1167 bis 1178 als Lehnsmann des sächsischen Herzogs Heinrich dem Löwen Herr zu Mecklenburg und Kessin.

## Herkunft und Familie
Pribislaw war der älteste Sohn des Fürsten Niklot, der nach dem Untergang des Großstammverbandes der Abodriten die Herrschaft über die in Mecklenburg ansässigen Teilstämme der Abodriten, Kessiner und Zirzipanen ausgeübt hatte. Pribislaw hatte zwei Brüder, Wertislaw und Prislav. Aus erster Ehe hatte er einen Sohn Buruwe, besser bekannt unter seinem eingedeutschten Namen Heinrich Borwin I. Seine zweite Frau Woizlawa verstarb 1172 im Wochenbett.
Pribislaw ist nicht zu verwechseln mit dem brandenburgischen Heveller-Fürsten Pribislaw (dt. Heinrich) oder dem gleichnamigen Sohn Pribislaw von Alt-Lübeck des Abodriten-Fürsten Budivoj.

## Fürstensohn
Über die frühen Jahre Pribislaws an der Seite seines Vaters Niklot ist nichts bekannt. Dieser regierte seit dem Wendenkreuzzug 1147 als zwar weitgehend autonomer, aber tributpflichtiger Vasall Heinrich des Löwen über Abodriten, Kessiner und Zirzipanen. Erst zum Ende von Niklots Herrschaftszeit findet Pribislaw erstmals Erwähnung. Während Niklots Gefangenschaft in Lüneburg ab Herbst 1158 verhandelten Pribislaw und Wertislaw zunächst erfolglos mit Heinrich dem Löwen um Niklots Freilassung. Erst nachdem sich die Niklotsöhne mit der Zerstörung der zur benachbarten Grafschaft Ratzeburg gehörigen Grenzorte Gadebusch und Wittenburg den notwendigen Respekt verschafft hatten, kehrte der Welfe an den Verhandlungstisch zurück. Zu Beginn der Strafexpedition Heinrichs des Löwen gegen seinen friedbrüchigen Vasallen Niklot im Spätsommer 1160 führten die Brüder dann gemeinsam einen Überraschungsangriff auf Lübeck, wurden aber entdeckt und scheiterten mit der Einnahme der Stadt. Die ebenfalls erfolglosen Angriffe der Brüder gegen das auf die Burg Werle anrückende Sachsenheer im weiteren Verlauf der Kämpfe veranlassten Niklot schließlich selbst zu seinem verhängnisvollen Überfall auf einen als Trossknechte getarnten Trupp sächsischer Ritter, bei dem er den Tod fand.
Nachdem Niklot gefallen war, kämpften Pribislaw und sein Bruder Wertislaw zunächst weiter gegen die Truppen des Sachsenherzogs. Sie brannten die Burg Werle nieder und zogen sich über die Warnow weiter nach Osten zurück. Ihre Familien verbrachten sie auf Schiffe, um sie notfalls über die Ostsee in Sicherheit bringen zu können. Die Truppen Heinrichs setzten den Niklotsöhnen über die Warnow nach, ohne dass es jedoch nochmals zu einem militärischen Aufeinandertreffen zwischen Sachsen und Abodriten gekommen wäre. In der Zwischenzeit bemühte sich der Verbündete Heinrichs des Löwen, der dänische König Waldemar I., Heinrich zu einer Einsetzung des dritten Sohnes von Niklot, Prislav, als dessen Nachfolger zu bewegen.  Heinrich lehnte das Ansinnen Waldemars I. ab. Prislav war Lehnsmann Waldemars und mit diesem verschwägert. Er verfügte aufgrund seines christlichen Glaubens keinen Rückhalt in der heidnischen abodritischen Bevölkerung. Darüber hinaus war unabsehbar, ob er sich gegen seine immer noch kämpfenden Brüder auf Sicht würde behaupten können. Namentlich Pribislaw macht seinem abtrünnigen Bruder dann im Rahmen des sächsischen Rückzuges über die Warnow auch schwere Vorwürfe, dass er sich in Begleitung Bernhard I. von Ratzeburg aufhielt, von dessen Hand Niklot mutmaßlich gefallen war.
Stattdessen nahm Heinrich der Löwe eine grundlegende Neuordnung der verfassungsrechtlichen Verhältnisse im Abodritenland vor. Hatte Niklot noch als tributpflichtiger, aber eben auch weitgehend autonomer und einheimischer Vasall des Sachsenherzogs über die Abodriten regiert, unterstellte der Welfe das Land jetzt unmittelbar seiner eigenen Verwaltung. Hierzu befahl Heinrich der Löwe seinen Truppen den Wiederaufbau der slawischen Burg Schwerin und richtete dort wie auf der Mecklenburg sowie den Burgen Ilow, Kutin und Malchow sächsische Militärstützpunkte ein, die von herzoglichen Amtsträgern befehligt wurden. Ungefähr zeitgleich mit dieser verfassungsrechtlichen Neuordnung stellten Pribislaw und Wertislaw die Kämpfe ein. Ob es zu einem förmlichen Friedensschluss kam oder ob sich die beiden Brüder auf eine Einstellung der Kampfhandlungen beschränkten, ist nicht überliefert. Der sächsische Geschichtsschreiber Helmold von Bosau (~1120–1177)  berichtet in seiner Chronica Slavorum, die Niklotsöhne hätten die Gnade des Herzogs wiedererlangt. Anschließend habe er ihnen die Burg Werle und „omnem terram“, also das ganze umliegende Land gegeben. Bei diesem Gebiet handelte es sich nach neuerer Auffassung nur um Kessin. Die Herrschaft über Zirzipanien erlangten die Brüder erst 1161 oder 1162. Nach älterer Auffassung hingegen soll Heinrich der Löwe Pribislaw und Wertislaw Kessin und Zirzipanien bereits 1160 überlassen haben, und zwar als Lehen. Das ist aber durch Quellen nicht belegbar.

## Kampf um das Erbe
Mit der Einrichtung einer unmittelbaren Verwaltung des Abodritenlandes durch sächsische Amtsträger überging Heinrich der Löwe den erbrechtlich legitimierten Anspruch Pribislaws auf die Herrschaft. Seit nahezu fünf Jahrhunderten hatte die Herrschaftsnachfolge bei den Abodriten erbrechtlichen Regelungen unterlegen und nahm damit für die Abodriten nicht nur Verfassungsrang, sondern auch eine identitätsstiftende Bedeutung ein. Der dänische Geschichtsschreiber Saxo Grammaticus (~1160–1216) berichtet, die unmittelbaren Angehörigen des Herrscherhauses hätten den Abodriten als „unberührbar“ gegolten. Kein Slawe hätte gewagt, diese anzugreifen oder ihnen ein Leid zuzufügen. Als dementsprechend falsch und ungerecht wurde die Verletzung von Pribislaws Anspruch deshalb empfunden. Sie war die Ursache eines siebenjährigen Krieges Pribislaws gegen Heinrich den Löwen, an dessen Ende Heinrich der Löwe Pribislaw einen Großteil des Abodritenlandes als tributfreies Lehen übertrug und ihm damit eine Stellung einräumte, die kein slawischer Fürst vor ihm innegehabt hatte.

### Burg Werle
Bereits im Dezember 1162 erfuhr Heinrich der Löwe von Plänen Pribislaws, das Abodritenland als Teil des väterlichen Erbes wiedergewinnen zu wollen. Wie ernst der Herzog diese Bedrohung nahm verdeutlicht der Umstand, dass er trotz der widrigen Verhältnisse umgehend zu einem Winterfeldzug aufbrach. Entsprechend der üblichen slawischen Kriegsführung hielt sich ein Teil des abodritischen Heeres unter Führung Pribislaws beritten in den Sümpfen und Wäldern versteckt, während die übrigen Krieger unter dem Kommando Wartislaws sich in der Burg Werle verschanzte. Die versteckte Reiterei sollte in der Folge die Belagerer angreifen, zermürben und zum Abzug veranlassen. Doch Heinrich der Löwe schoss die Burg unbeschadet schwerer Verluste durch die abodritische Reiterei aufgrund des Einsatzes moderner Belagerungstechniken überraschend schnell sturmreif. Nach Verhandlungen erhielten die Burginsassen freies Geleit gegen eine kampflose Übergabe der Burg und eine förmliche Unterwerfung (deditio). Dazu mussten die abodritischen Krieger sich Heinrich dem Löwen einzeln und mit dem über den Kopf gehaltenen Schwert zu Füßen werfen. Die abodritischen Adligen waren überdies gezwungen, sich gegen Lösegeld freizukaufen. Bedingung war jedoch, dass Pribislaw nicht erneut zu den Waffen greifen würde. Den Bruder Pribislaws, Wertislaw, nahm Heinrich der Löwe als Geisel, kerkerte ihn in Braunschweig ein und kündigte an, ihn hinzurichten, falls Pribislaw gegen die Friedensbedingungen verstoßen sollte. Zum neuen tributpflichtigen Vasallen über Kessin und Zirzipanien bestimmte Heinrich Niklots Bruder Lubemar.
Pribislaw und sein Gefolge waren an die vom Sachsenherzog diktierten Friedensbedingungen nicht gebunden. Sie hatten die deditio nicht vollzogen. Pribislaw bemühte sich, diese Situation zu seinem Vorteil umzumünzen und Heinrich dem Löwen einen Frieden zu seinen eigenen Bedingungen anzubieten. Dazu entsandte er Boten nach Braunschweig, die dem Welfen Frieden gegen Herausgabe der Geisel anboten. Heinrich war sich darüber im Klaren, dass der ausgehandelte Siegerfrieden von Werle Pribislaw nicht zu binden vermochte und versuchte Pribislaw hinzuhalten. Daraufhin forderte der gefangene Wertislaw seinen Bruder auf, endlich weiter zu kämpfen.

### Schlacht bei Verchen
Anfang 1164 nahm Pribislaw mit Unterstützung der pomoranischen Herzogen Kasimir I. und Bogislaw I. den Kampf um sein väterliches Erbe wieder auf. Überraschend erschien er am 17. Februar 1164 vor der Mecklenburg und forderte die flämische Burgbesatzung unter Berufung auf sein Erbrecht zur Kapitulation auf. Im Gegenzug versprach er ihnen freies Geleit nach Sachsen. Nachdem die Flamen sich weigerten, stürmte Pribislaw die Burg, tötete die Besatzung und alle von Heinrich dem Löwen im Umfeld der Mecklenburg angesiedelten flämischen Kolonisten. Die Frauen und Kinder wurden in die Sklaverei abgeführt. Die Burg Ilow entging nur durch das beherzte Eingreifen des zufällig anwesenden Gunzelin von Hagen einer Erstürmung. Dieser drohte, die in der Burg anwesenden Abodriten zu verbrennen. Daraufhin zog Pribislaw vor die Burgen in Kutin und Malchow und verlangte auch dort die Herausgabe seines Erbes. Die Burgbesatzungen kapitulierten und zogen unter freiem Geleit ab. Heinrich der Löwe sah seine Herrschaft im Abodritenland in ernster Gefahr. Ihm waren nur noch die beiden militärischen Exklaven in Ilow und Schwerin verblieben. Das gesamte Land befand sich im Aufruhr. Bei dem Versuch, die Gefallenen auf der Mecklenburg zu bestatten, wurde Bischof Berno beinahe erschlagen. Heinrich ließ die Burgbesatzungen in Ilow und Schwerin umgehend verstärken und stellte in den Folgemonaten ein Heer auf. Nachdem er sich mit dem Dänenkönig Waldemar I. auf ein gemeinsames Vorgehen gegen die Pribislaw unterstützenden Pomoranenherzöge verständigt hatte, rückte er im Juni 1164 auf Malchow vor. Dort richtete er Pribislaws Bruder Wertislaw öffentlich hin. In der Schlacht bei Verchen erkämpfte die sächsische Vorhut am 6. Juli 1164 unter schweren Verlusten gegen das zahlenmäßig überlegene slawische Heer einen vorentscheidenden Sieg. Pribislaw selbst wurde in den östlichen Teil Mecklenburgs abgedrängt und musste schließlich erneut auf pommersches Gebiet ausweichen.

### Burg Ilow
Aus dem pommerischen Exil führte Pribislaw wohl schon ab dem Winter 1164/65 einen erbitterten Kleinkrieg gegen die sächsischen Militärstützpunkte im Abodritenland. Zu einer bedeutenderen militärischen Unternehmung kam es jedoch erst wieder im Jahre 1166. Mit massiver Unterstützung pomoranischer Edelleute erstürmten die Abodriten die Burg Ilow und brannten sie anschließend nieder. Damit befand sich im Nordosten kein sächsischer Militärstützpunkt mehr. Die Mecklenburg und die Burg Ilow waren zerstört. Die weiteren Vorstösse Pribislaws auf Schwerin und Ratzeburg vermochten Gunzelin von Hagen und Bernhard I. von Ratzeburg zwar zurückzuschlagen. Von gesicherten Machtverhältnissen Heinrichs des Löwen im Abodritenland konnte in Ansehung der ständigen Angriffe Pribislaws und seiner Gefolgsleute inzwischen jedoch keine Rede mehr sein. Erneut sah der Sachsenherzog sich gezwungen, im Verein mit dem dänischen König Waldemar I. im Sommer 1166 gegen Demmin und die dort untergekommenen Abodriten Pribislaws zu ziehen, ohne dass er jedoch des Aufrührers habhaft werden konnte. Gleichwohl scheint Pribislaw mit seinen Kräften am Ende gewesen sein. Helmold von Bosau berichtet, Pribislaw habe in den aufreibenden Kämpfen inzwischen seine besten Männer und Pferde verloren. Zudem ermahnten nun auch die gastgebenden Pomoranenherzoge Pribislaw, er möge dem „Wahnsinn“ (Helmold) ein Ende bereiten, mussten sie sich inzwischen doch sorgen, selbst das nächste Ziel der überlegenen Militärmacht des Welfen zu werden.

### Restitution
Anfang 1167 – wohl Ende Januar oder erst im Februar – söhnte sich der Sachsenherzog mit Pribislaw aus und verlieh ihm das Abodritenland und Kessin als tributfreies erbliches Lehen. Ausgenommen von der Rückgabe waren Schwerin und dessen Umland, also die Gebiete unmittelbar um den Schweriner See. Dieses Gebiet erhielt Gunzelin von Hagen als erbliche Lehnsgrafschaft zur Abfindung für seinen Verzicht auf die Präfektur im Abodritenland.
Diese Wiedereinsetzung Pribislaws war dem Sachsenherzog nicht aufgezwungen worden. Militärisch stellte der Abodritenfürst 1166 trotz seines hartnäckigen Widerstands für Heinrichs Herrschaft im Slawenland keine ernsthafte Gefahr dar. An eine baldige und dauerhafte Befriedung des Abodritenlandes war gleichwohl nur unter Einbeziehung der Niklotiden zu denken. Denn Pribislaws Schwächung mochte vorübergehend sein, und mit seinem Sohn Borwin und dem Sohn des von Heinrich hingerichteten Wertislaw, Nikolaus, wuchsen Nachfolger heran, die den Kampf um das Erbe der Niklotiden als unversöhnliche Feinde Heinrichs fortzusetzen drohten.
Als Ende des Jahres 1166 der Sächsische Krieg ausbrach, beriet sich der Sachsenherzog mit seinen Getreuen und entschied sich dafür, unter Einbindung Pribislaws die Herrschaftsverhältnisse im Abodritenland zu Gunsten Pribislaws neu zu ordnen. Mit dieser Entscheidung setzte Heinrich nicht nur die im Abodritenland gebundenen Kräfte für den Kampf im Sächsischen Krieg frei, sondern er gewann mit Pribislaw und den Abodriten noch einen zusätzlichen und vor allem durchgehend loyalen Unterstützer.

## Herr zu Mecklenburg
Nach seiner Wiedereinsetzung 1167 findet sich in zeitgenössischen Urkunden für Pribislaw neben anderen Titeln auch die Bezeichnung als Pribizlavus de Mikelenburg, so dass er ab diesem Zeitpunkt auch als Herr zu Mecklenburg im Sinne eines Landesherrn in Mecklenburg bezeichnet werden kann. Eine Einsetzung zum oder Anerkennung als Reichsfürst erfolgte hingegen nicht. Mit dem Herrschaftsantritt Pribislaws regierte ein Jahrhundert nach dem Tod von Gottschalk dem Wenden erstmals wieder ein christlicher Fürst im Abodritenland. Das Taufdatum Pribislaws ist umstritten. Die im 14. Jahrhundert verfasste Doberaner Genealogie gibt den 29. April 1164 an. Dagegen ist eingewandt worden, Pribislaw habe sich Helmold zufolge bereits anlässlich der Erstürmung der Mecklenburg am 17. Februar 1164 auf den Beistand des christlichen Gottes berufen, so dass er zwangsläufig vorher getauft worden sein müsse, vielleicht 1162 oder 1163, vielleicht aber auch schon anlässlich der Wiedererlangung der herzoglichen Gnade im Jahre 1160.
Pribislaw übernahm in allem den Lebensstil des höheren deutschen Adels. Zu einer Änderung der ethnischen Struktur im Abodritenland durch die Hochmittelalterliche Ostsiedlung deutschsprachiger Siedler kam es unter Pribislaw jedoch noch nicht. Selbst im Gebiet um Schwerin scheint eine deutsche Besiedelung bis zum Ende des 12. Jahrhunderts eher die Ausnahme geblieben zu sein. Stattdessen betrieb Pribislaw den dringenden Wiederaufbau des Landes durch die planmäßige Ansiedlung von Slawen, ließ Land roden und Dörfer anlegen.
Pribislaw baute sowohl die Mecklenburg als auch die Burgen Ilow und Werle wieder auf und gründete auf Anregung
Bischof Bernos 1171 zu Althof ein Zisterzienserkloster, das später nach Doberan verlegte Kloster Doberan. Im gleichen Jahr dotierte er das Bistum Schwerin. Im Jahr 1172 begleitete er seinen Lehnsherrn Heinrich den Löwen auf dessen Jerusalemfahrt. Seinen Sohn Heinrich Borwin I. vermählte er mit einer Tochter Heinrichs, Mathilde. Pribislaws Ausgleich mit Herzog Heinrich im Jahre 1167 sicherte den Fortbestand seiner Dynastie und legte den Grundstein für die Entstehung des Landes Mecklenburg, das von den Nachkommen Niklots bis 1918 beherrscht wurde.
Pribislaw verstarb am 30. Dezember 1178 infolge einer bei einem Turnier am Hofe Heinrichs zu Lüneburg erlittenen Wunde. Sein Leichnam wurde zunächst im Kloster St. Michaelis auf dem Lüneburger Kalkberg beigesetzt, der traditionellen Grablege der Billunger. Nach Fertigstellung des Doberaner Münsters ließ Pribislaws Sohn Heinrich I. Borwin die Gebeine seines Vaters aus Lüneburg nach Doberan überführen und dort feierlich wieder bestatten. Als Gegenleistung für die Herausgabe der sterblichen Überreste Pribislaws übereignete Heinrich Borwin dem Michaeliskloster 1219 das Dorf Cesemowe, das spätere Michaelisberg.

## Nachwirkung
Das Leben Pribislaws schildert vornehmlich der Bosauer Pfarrer Helmold, dessen Chronica Slavorum die Ereignisse im Abodritenland aus sächsischer Sicht wiedergibt. In dem zwischen 1167/68 und 1172 entstandenen Werk wird Pribislaw als Urheber der abodritischen Aufstände (rebellionis auctor) beschrieben, der nicht aufhörte, Überfälle auf die sächsischen Einrichtungen im Abodritenland zu unternehmen. Außerdem findet Pribislaw in sächsischen Urkunden, Annalen und dem Nekrolog der Kirche St. Michael in Lüneburg Erwähnung. Auch der dänische Historiograph Saxo Grammaticus berichtet in seiner Gesta Danorum vom Kampf Pribislaws um sein Erbe. Zeitgenössische slawische Schriftquellen existieren hingegen nicht.
Nachdem König Karl IV. die mecklenburgischen Landesherren Albrecht II. und dessen Bruder Johann I. am 8. Juli 1348 zu Herzögen und damit in den Reichsfürstenstand erhoben hatte, etablierte die Doberaner Genealogie von ca. 1370 Pribislaw als christlichen Stammvater des Hauses Mecklenburg. In einer Auftragsarbeit Albrechts II., der Mecklenburgischen Reimchronik aus der Zeit um 1379, wird Pribislaw dann zum König überhöht, um das mecklenburgische Herzogtum gegenüber den benachbarten Fürstentümern aufzuwerten. Dazu setzt Ernst von Kirchberg Pribislaw mit Kaiser Friedrich II., König Waldemar I. von Dänemark, Bischof Berno und Heinrich dem Löwen in Beziehung und fragt: „Wer mag der Wende Konig syn?“ Zudem sieht Kirchberg seinen „König“ Pribislaw in der Nachfolge des abodritischen Samtherrschers Gottschalk dem Wenden. So wie dieser das Bistum Mecklenburg errichtet hatte, habe Pribislaw das Kloster Doberan gestiftet.

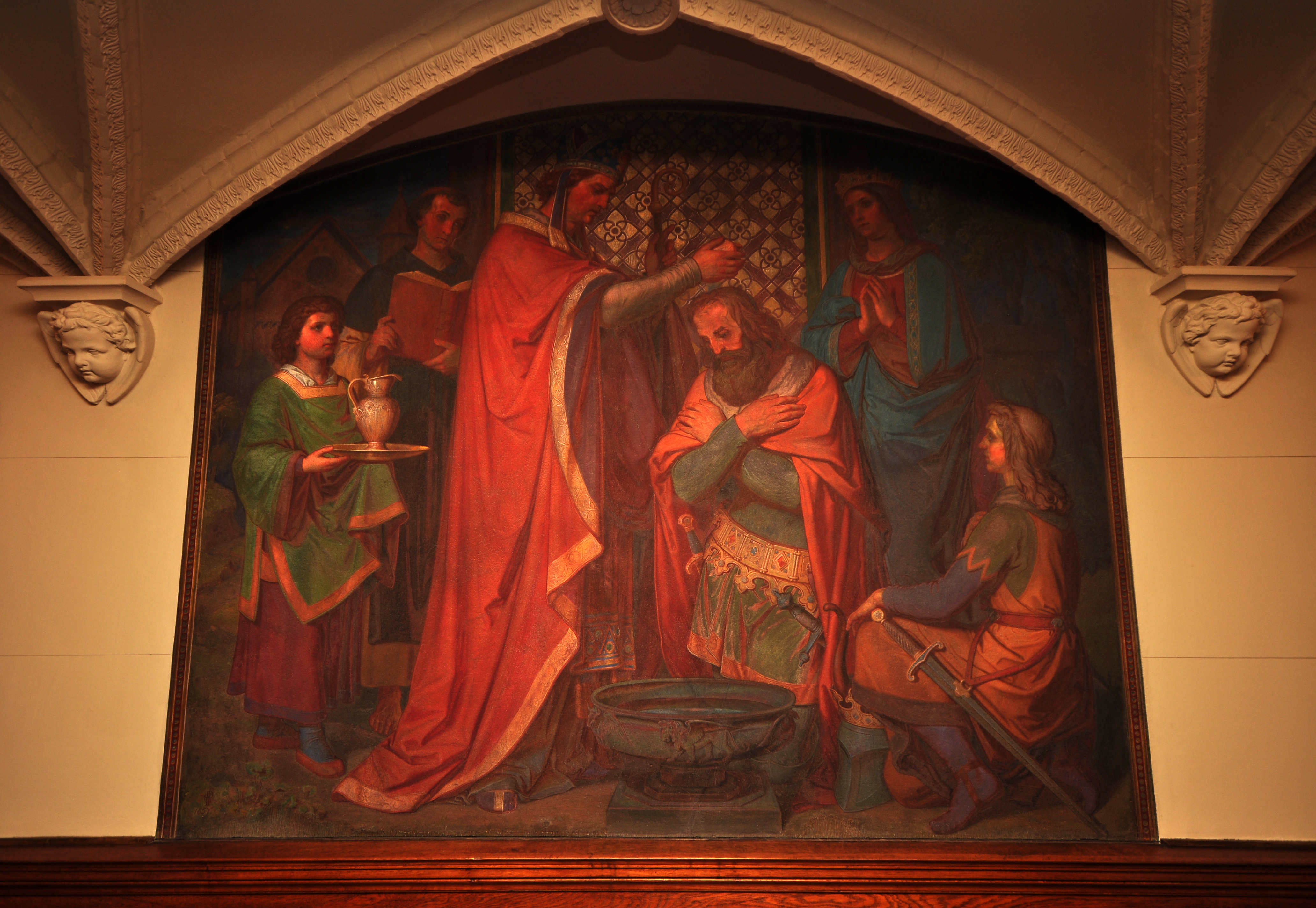
Karl Gottfried Pfannschmidt: Taufe des Fürsten Pribislaw (1855)

Bei der neugotischen Umgestaltung der Schlosskirche Schwerin 1855 erhielt die Rückwand der fürstlichen Empore unter der Orgel ein Gemälde von Carl Gottfried Pfannschmidt, das die Taufe des Fürsten Pribislaw zeigt.